# Semiothisa distribuaria
Semiothisa distribuaria là một loài bướm đêm trong họ Geometridae.